# Paolo Bacigalupi
Paolo Tadini Bacigalupi (Paonia, 6 de agosto de 1972), é um escritor americano de ficção científica e fantasia.

## Biografia
Nasceu na cidade de Paonia, no estado do Colorado - EUA. Ele é a quinta geração da sua família com descendência italiana. Seu romance de estreia The Windup Girl, publicado em setembro de 2009, ganhou os prêmios: Hugo, Nebula e John W. Campbell Memorial Awards, em 2010. O mesmo livro também foi nomeado pela revista Time como um dos Top 10 Livros de 2009. Seu livro Ship Breaker, publicado em 2010, ganhou o prêmio Michael L. Printz por  melhor romance jovem/adulto. Atualmente mora no Colorado, com a esposa e o filho.

## Obras (parcial)

### Romances
- The Windup Girl (2009)
- Zombie Baseball Beatdown (2013)
- The Doubt Factory (2014)
- The Water Knife (2016) no Brasil: Faca de Água (Intrínseca, 2016)
- The Tangled Lands (com Tobias S. Buckell) (2018)

### TrilogiaShip Breaker
- Ship Breaker (2010)
- The Drowned Cities (2012)
- Tool of War (2017)

### Novela
- The Alchemist (2011) com J. K. Drummond.